# Cheakamus River
Der Cheakamus River ist ein linker Nebenfluss des Squamish River im Südwesten der kanadischen Provinz British Columbia.
Vom Ausfluss aus dem Daisy Lake bis zur Einmündung in den Squamish River fließt der Cheakamus River durch das im September 2021 neu eingerichtete Biosphärenreservat Atl'ka7tsme/Howe Sound, einem der drei UNESCO-Biosphärenreservate in der Provinz. Außerdem passiert er drei der Provincial Parks in British Columbia, den Garibaldi Provincial Park, den Brandywine Falls Provincial Park und den Tantalus Provincial Park.
Am 5. August 2005 stürzten nördlich der Gemeinde Squamish mehrere Wagen eines Zuges der Canadian National Railway, darunter ein Kesselwagen beladen mit Natriumhydroxid (NaOH), in den Cheakamus River. Die Chemikalie tötete etwa 500.000 Fische von 10 verschiedenen Arten, innerhalb der Populationen des Flusses waren Königslachse, Regenbogenforellen, Stahlkopfforellen, Cutthroat-Forellen und Neunaugen besonders betroffen. Andere Fischarten im Fluss waren weniger oder nicht betroffen. Ketalachse waren beispielsweise wegen ihrer Lebensweise und dem damit verbundenen Wanderverhalten nicht betroffen.

## Flusslauf
Der Cheakamus River entspringt am Outlier Peak im Garibaldi Provincial Park. Er wird vom Schmelzwasser des McBride-Gletschers gespeist. Er fließt anfangs in nordwestlicher Richtung durch den Cheakamus Lake. Danach fließt er weiter nach Nordwesten, wendet sich dann aber nach Süden. Der Cheakamus River mündet in den Daisy Lake. Dieser wurde 1957 vom Daisy Lake Dam aufgestaut. Ein 11 km langer Tunnel leitet das Wasser vom Stausee zum westlich gelegenen Wasserkraftwerk (158 MW), von wo es anschließend in den Squamish River weiterströmt.
Unterhalb des Staudamms erreicht der Rubble Creek, der Abfluss des Garibaldi Lake, von links den Flusslauf, der ansonsten fast kein Wasser führen würde. Der Cheakamus River setzt seinen Lauf auf seinen unteren 25 km nach Süden fort und mündet nördlich von Squamish in den Squamish River. Der Cheakamus River hat eine Länge von 75 km. Das Einzugsgebiet umfasst 1070 km². Der mittlere Abfluss oberhalb der Einmündung des Cheekye River 5 km oberhalb der Mündung beträgt 34,9 m³/s. Die höchsten monatlichen Abflüsse treten im Juni auf.